# Eduard Isaac Asser
Eduard Isaac Asser (19. října 1809 Amsterdam – 21. září 1894 tamtéž) byl nizozemský průkopník fotografie. Byl jedním z prvních v Nizozemsku, který experimentoval s novým médiem. Pořídil nejstarší obrázky Amsterdamu a Haarlemu.

## Život a dílo
Narodil se 19. října 1809 v Amsterdamu jako syn prominentního právníka. V roce 1821 se rodina přestěhovala do velkého domu poblíž kanálu Singel u věže Munttoren, kde pak žil po zbytek svého života. Vystudoval práva na Athenaeum Illustre a šel ve stopách svého otce, ale byl také nadšený amatérský malíř. Asi od roku 1842 experimentoval s fotografováním, jako jeden z prvních v Nizozemsku. S aparátem zakoupeným v Paříži se naučil fotografovat sám, což v počátcích fotografie nebylo snadné. Recepty přebíral z francouzských příruček, zpracovával toxické chemické látky, připravoval si postříbřené měděné desky, mokré skleněné negativy a tiskový papír. Díky tomu, že měl hodně trpělivosti a hodně vytrvalosti, se mu dařilo úspěšně vytvářet fotografické obrazy.
Zpočátku se Asser zabýval daguerrotypiemi, později se soustředil na papírové negativy. Když prozkoumal všechny možnosti, začal v roce 1857 s rozvojem fotolitografického procesu. Tato metoda mu umožňovala fotografovat rychle a s pomocí inkoustu levně snímky reprodukovat a distribuovat. Tento "Proces Asser", který si nechal patentovat, mu udělal ve své době skvělou reputaci.
Zpočátku pořizoval hlavně portréty svých přátel a příbuzných. Později, po roce 1850, také dělal autoportréty, zátiší a městská panoramata, inspirovaný holandským malířstvím sedmnáctého století. Zhotovil nejstarší dochované fotografie Amsterdamu a Haarlemu. Jeho práce jsou téměř všechny dochovány. Hodně z jeho děl je ve sbírce amsterdamského Rijksmusea.
Jeho fotografická produktivita po roce 1860 prudce klesla, ale zůstal aktivní jako propagátor nového média. Byl redaktorem a členem "věstníku fotografie" Tijdschrift voor Photografie, prvního fotografického časopisu v Nizozemsku. Byl také spoluzakladatelem amatérského fotografického sdružení v Amsterdamu "Helios". Dva roky před svou smrtí založil společnost pro fotolito- a zinkografický proces Maatschappij voor Photolitho- en Zincografie Procédé Mr. E.I. Asser, která mimo jiné uspořádala výstavu fotolitografických reprodukcí v Průmyslovém paláci. Zemřel 21. září 1894 ve svých téměř 85 letech ve svém domě u kanálu Singel.
Byl strýcem Tobiase Assera, pozdějšího nositele Nobelovy ceny za mír.

## Galerie

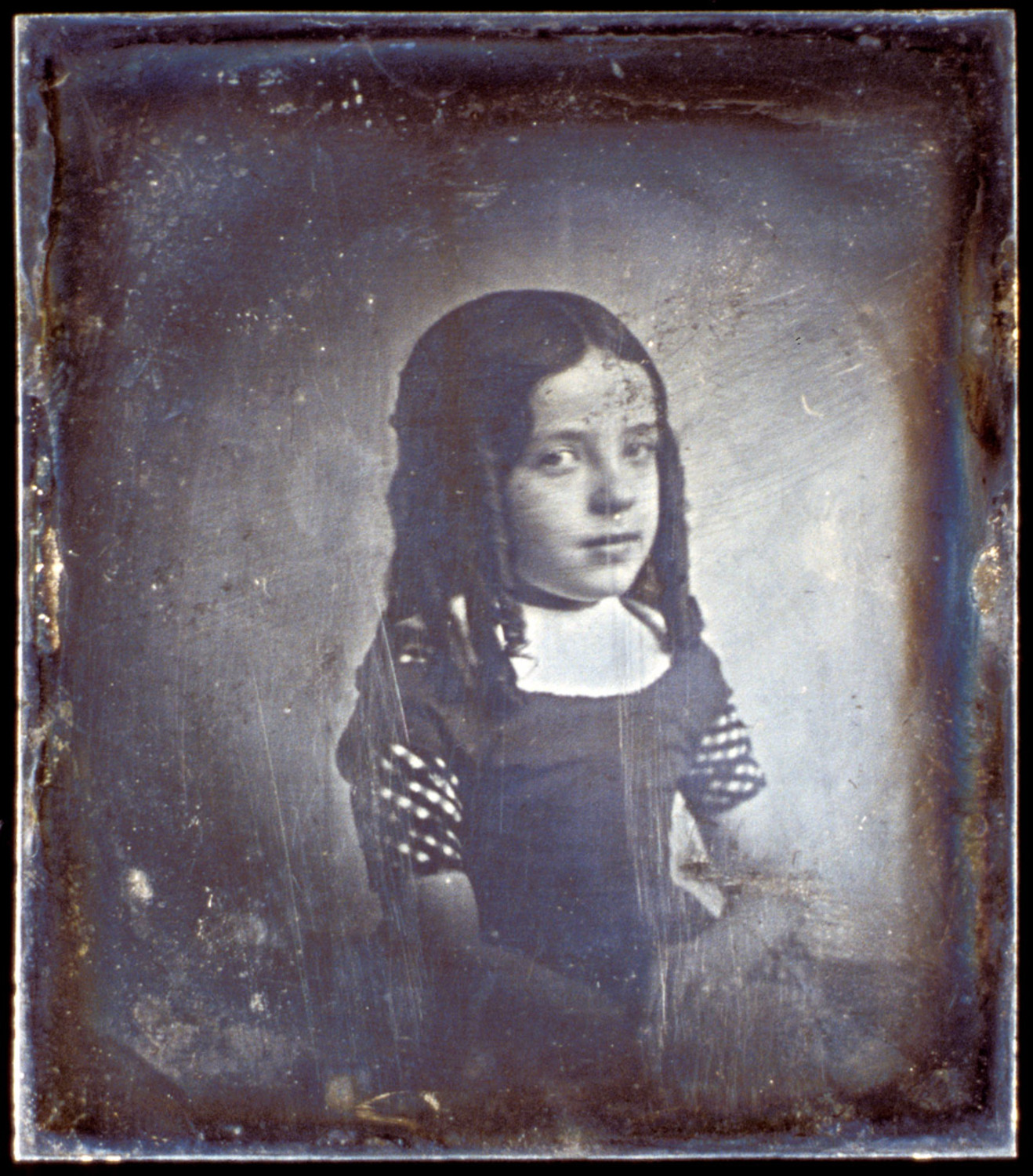
Portrét Charlotte Asser, dcera fotografa, 1842
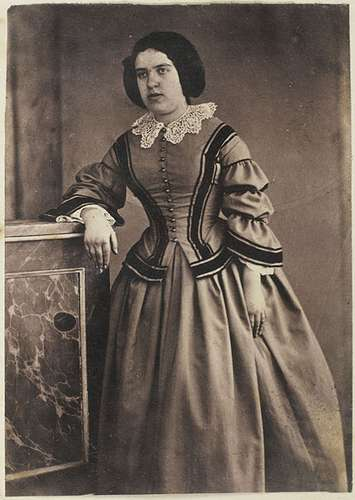
Charlotte Asser, asi 1853
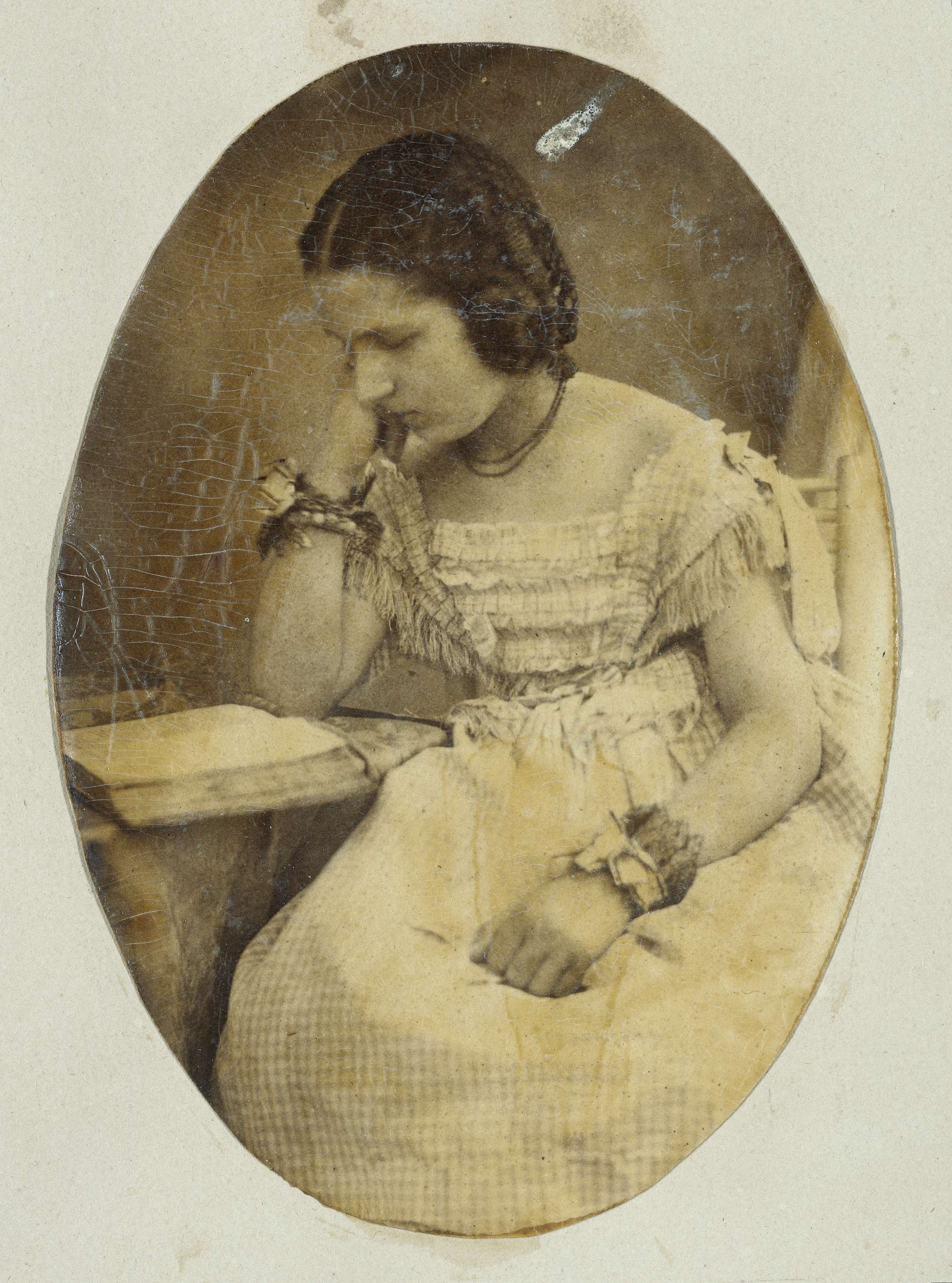
Anna-Gratia Asser, portrét, 1854
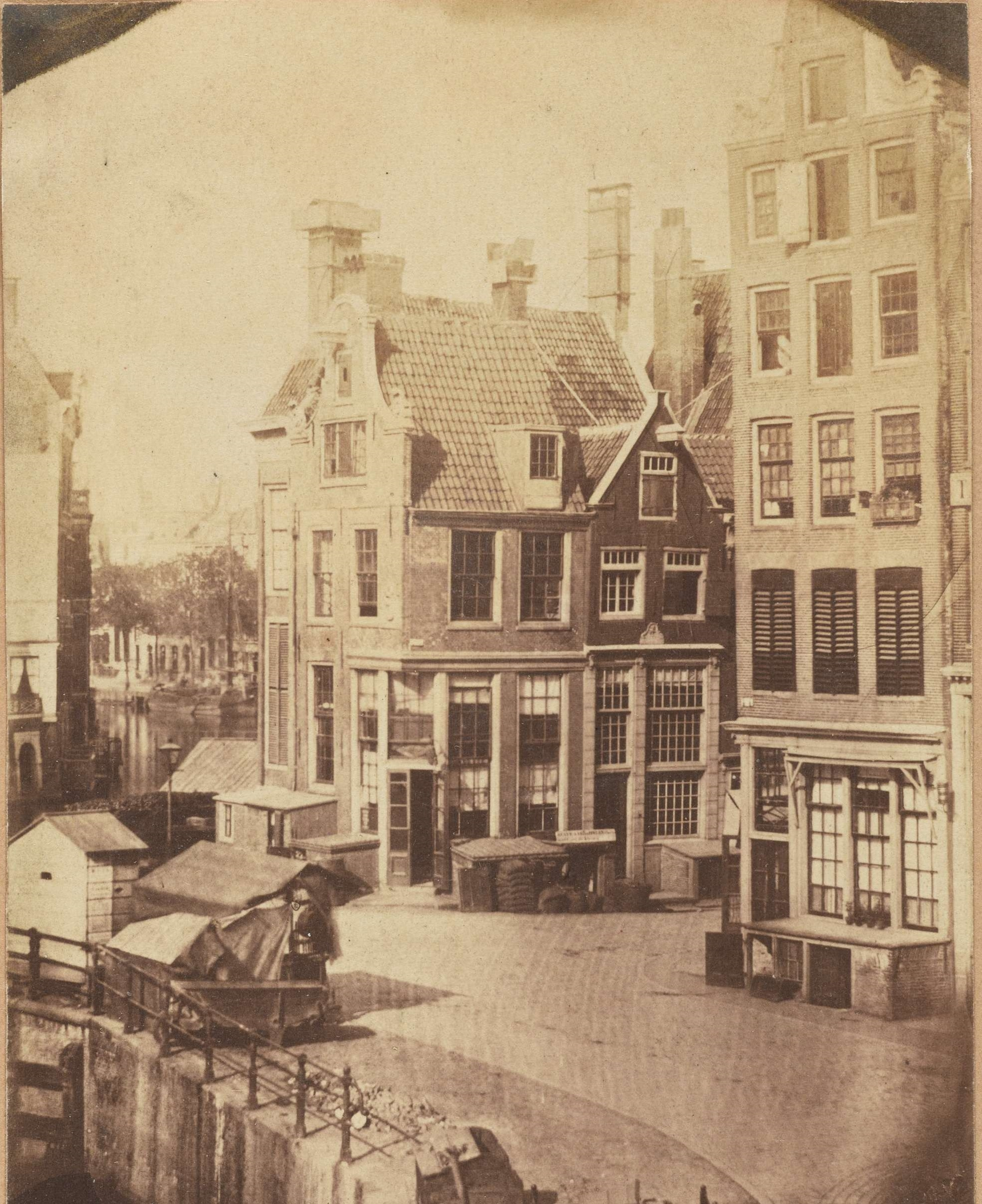
Pohled z okna fotografova domu, Regulierbreestraat, asi 1854
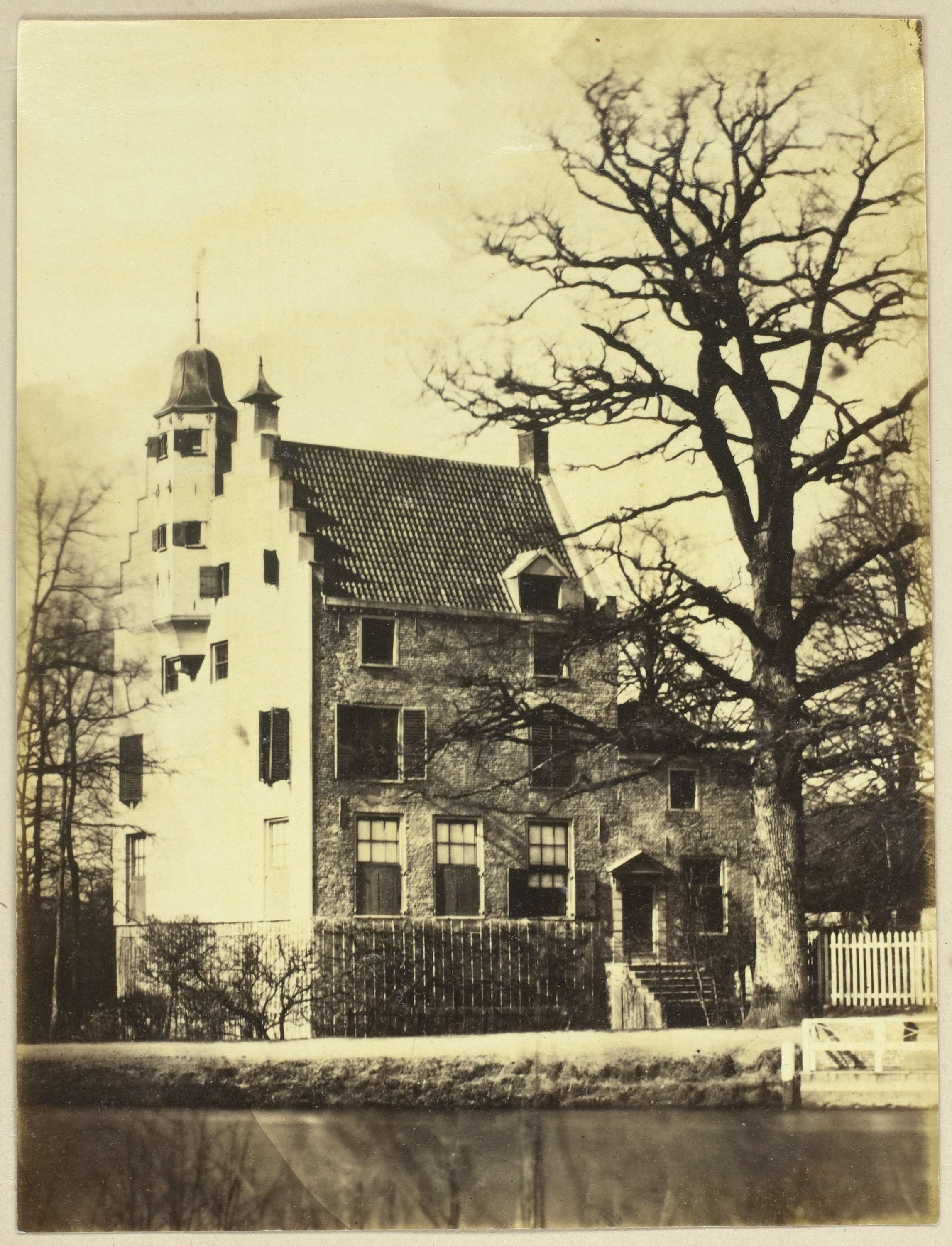
Dům Ridderhofstad Oudaan, asi 1852
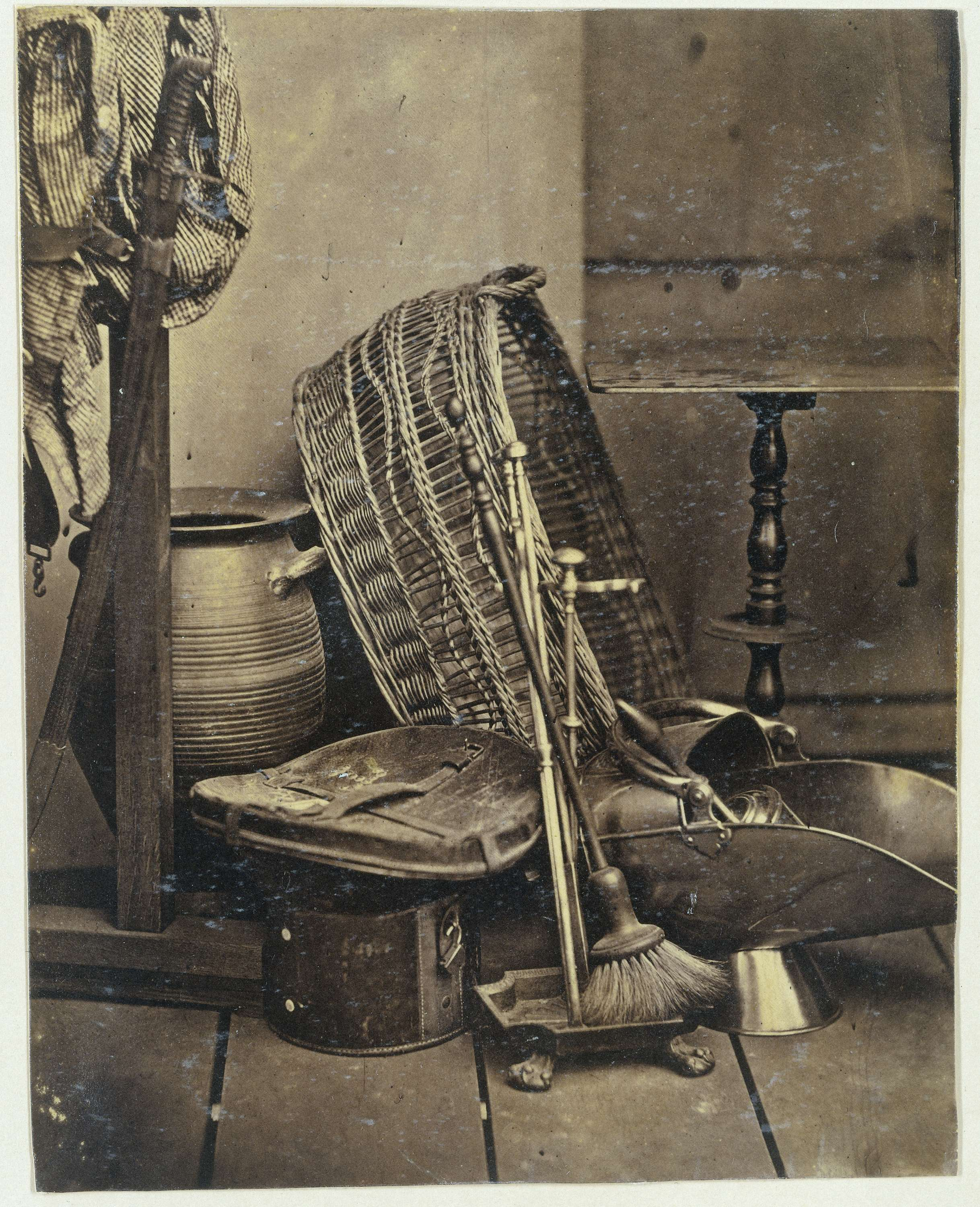
Zátiší s mečem, koženou taškou a uhlákem, asi 1854
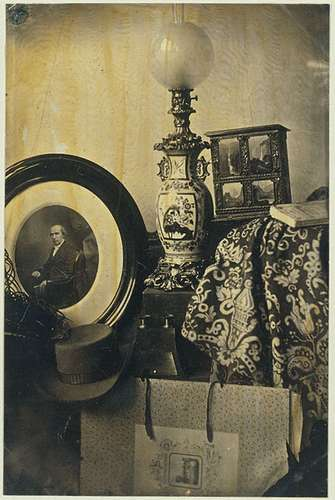
Zátiší s portrétem fotografa, stereoskopem a portfoliem, asi 1855
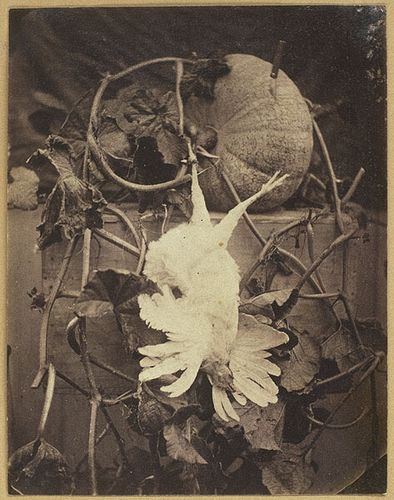
Zátiší s mrtvým kuřetem, asi 1855
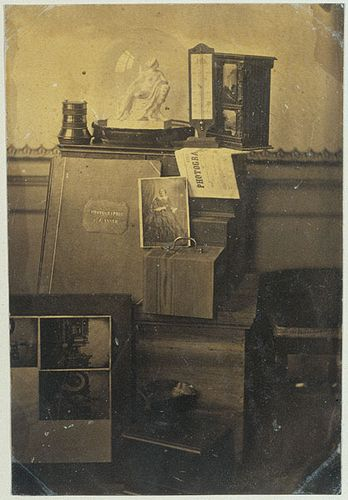
Zátiší s fotografiemi v albu, objektivem, sádrovou soškou Ariadne, teploměrem a časopisem Revue Photographique, asi 1855
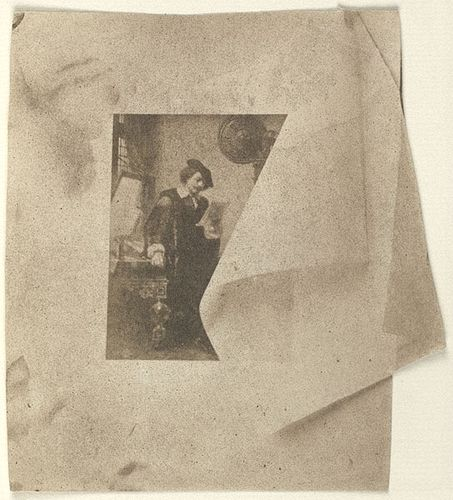
Reprodukce litografie malby Nicolaase Pienemana van Rembrandta, asi 1855